# Mónica Patiño
Mónica Patiño (n. Distrito Federal, México, 1956) es una Chef y empresaria mexicana que ha representado a México en varios festivales gastronómicos en países como Alemania, España, Portugal e Inglaterra, y es considerada una de las cocineras de mayor prestigio a nivel nacional. Uno de sus restaurantes, Náos, es considerado como uno de los mejores en México.
Tras estudiar en la escuela francesa de gastronomía L'École de Cuisine, Patiño inauguró su primer restaurante en 1978. Desde entonces ha sido asesora de cocina en convenciones de empresas como Aeroméxico y Microsoft, así como conductora de varios programas de televisión. Uno de sus libros, Sabores en la cocina de Mónica Patiño (2003), obtuvo un premio Gourmand World Cookbook en la categoría de «Mejor libro de Chef mujer».

## Biografía
Mónica Patiño nació en el Distrito Federal, México. Cuando era adolescente, con el objetivo de aprender inglés y francés se trasladó a Inglaterra y a Suiza, respectivamente. De acuerdo a sus propias palabras, una vez que su padre la visitaba solía ir a restaurantes en los cuales fue percatándose de la elaboración de los platillos primordialmente. Tras volver a México, comenzó a involucrarse en la cocina en la Hacienda Los Morales, ubicada en la colonia Tlacopan, de Distrito Federal. Llevó a cabo sus estudios en L'École de Cuisine, radicada en La Varenne, Francia. 
En 1978, abrió su propio restaurante denominado La Taberna del León en Valle de Bravo, Estado de México. Sobre esto, Patiño dijo: «Era un restaurante chiquito, apenas atendíamos a 40 comensales. De hecho, teníamos que ofrecer dos turnos, con reservas a las 8:00 y a las 10:00 de la noche». Tiempo después, en 1998, trasladó su restaurante a Distrito Federal.
En 1985, ingresó a L'École Lenôtre, igualmente en Francia, para especializarse en la preparación de postres y refrigerios como helados, terrina y patés. Cinco años después, en 1990, se involucró en el diseño y el menú del restaurante La Galvia, que se inauguró ese mismo año.
A principios de los años 1990 (incluso, también a finales de los años 1980) representó a México en varios festivales gastronómicos a nivel internacional, en países como Alemania (en 1988), España (en 1991), Portugal (en 1993) e Inglaterra (en 1994). Tomó cursos de cocina en otros países como India y Tailandia.
En 1995 inauguró otro restaurante propio llamado Bolívar 12, cuyos platillos pertenecen a la gastronomía de México con ciertas influencias cubanas. Otros de sus restaurantes son MP Café Bistró (abierto en 2000 en Distrito Federal, especializado en platillos orientales) y Náo (abierto en 2004 y especializado en cocina contemporánea).
En 1999 debutó como conductora del programa de televisión El rincón de los sabores transmitido por Once TV México, el cual aborda la preparación de platillos mexicanos. A partir de dichas emisiones, recopiló sus anécdotas de cocina en el libro Sabores en la cocina de Mónica Patiño, publicado en 2003, mismo que obtuvo un premio Gourmand World Cookbook en la categoría de «Mejor libro de Chef mujer», en 2004. En agosto de 2004, se la galardonó con el premio «Empresario restaurantero del año» por parte de la empresa Abastecedoras Turísticos A.C. (ABASTUR).
Un año después, en 2005, participó en el programa argentino Gourmet.com La cocina orgánica de Mónica Patiño, en el cual grabó más de veinte episodios. En 2006 inauguró una tienda de productos (principalmente, comestibles e ingredientes para alimentos) para la cocina denominada El Delirio, situada en la Colonia Roma en Distrito Federal, mientras que en 2007 participó junto con otros artistas y figuras del espectáculo nacional en la campaña «Regalos de corazón» de la Unicef destinada a la defensa de los derechos de los niños.
Participó en la redacción de una enciclopedia de cocina titulada La Gran Cocina Mexicana, la cual se publicó en 2008. Asimismo, ha colaborado en la asesoría de restaurantes y en la impartición de exposiciones sobre la gastronomía internacional, y en la preparación de platillos para convenciones hechas por empresas como Aeroméxico y Microsoft. Igualmente, ha sido conductora del programa de televisión Simple y natural del canal argentino Utilísima, donde presenta recetas de cocina y habla sobre sus anécdotas como cocinera.
El sitio web CNN Expansión reconoció a Náos, propiedad de Patiño, como uno de los mejores restaurantes de México. A su vez, Patiño es considerada como una de las 20 cocineras de mayor prestigio, distinción similar a la que hizo la Asociación Mexicana de Restaurantes, que la eligió como una de las trece cocineras más exitosas de Distrito Federal.
Unos de los restaurantes más recientes de Patiño son Delirio, un delicatessen con servicio a mesa, y Casa Virginia, de cocina francesa, ambos en la Colonia Roma, Ciudad de México.